# Tenuipalpus amygdalusae
Tenuipalpus amygdalusae är en spindeldjursart som beskrevs av Maninder och Ghai 1978. Tenuipalpus amygdalusae ingår i släktet Tenuipalpus och familjen Tenuipalpidae. Inga underarter finns listade i Catalogue of Life.